# Френк Милер
Френк Милер (енгл. Frank Miller; Олни, 27. јануар 1957) је амерички стрип-аутор и филмски редитељ познат по мрачном стилу стрипова и графичких новела Ронин, Дердевил: Поново рођен, Бетмен: Повратак мрачног витеза, Град греха и 300. 
Режирао је филм Дух по стрипу Вила Ајзнера, са Робертом Родригезом је режирао филм Град греха и био је продуцент филма 300 — Битка код Термопила.

## Стрипографија на српском

### Монографске публикације
- Бетмен, Повратак мрачног витеза, сценарио и цртеж Ф. Милер, колор Лин Варли, „Бели пут“, Београд, 2005. и 2009.
- Град греха, Убиства вредна, „Бели пут“, Београд, 2005.
- Град греха, Последње збогом, „Бели пут“, Београд, 2005.
- Град греха, Велико рокање, „Бели пут“, Београд, 2005.
- 300,, сценарио и цртеж Ф. Милер, колор Лин Варли, „Бели пут“, Београд, 2007. и 2009.
- Град греха, Жуто копиле, „Бели пут“, Београд, 2007.
- Hard Boiled, сценарио Френк Милер, цртеж Џеф Дароу, „Моро“, Београд, 2008.